# 哈姆雷特 (紐約州)
哈姆雷特（英語：Hamlet）是位於美國紐約州學托擴縣的非建制地區。

## 歷史
哈姆雷特的郵局於1850年設立，其後於1954年停運。

## 地理
哈姆雷特所處的海拔為高於海平面426米（即1398英呎），而該地所採用的時區為UTC-5，即北美东部时区（EST）。同時該地設有夏令時間，為UTC-5調快一小時，即UTC-4（EDT）。